# Louis Alphonse Bonhoure
Louis Alphonse Bonhoure (2 tháng 7, 1864, Nîmes – 9 tháng 1, 1909, Sài Gòn) là luật sư và phó Thống đốc (Lieutenant Gouverneur) người Pháp ở Nam Kỳ, có mặt với tư cách là quan chức dân sự Pháp (mang bậc quan hai) ở Trung và Bắc Kỳ từ ngày 1 tháng 7 năm 1891.
Ông là tham mưu trưởng cho Thống đốc từ ngày 1 tháng 3 năm 1892 và đến ngày 4 tháng 12 năm 1894 thì chính thức được cử làm Tham mưu trưởng.
Ông thành thư ký cho Toàn quyền Pháp ở Bờ Biển Ngà năm 1896 và là quan cai trị hạng hai ở A.F. vào ngày 1 tháng 7 năm 1896.
Ông được bổ nhiệm làm Thư ký thuộc địa hạng hai (2e classe) vào ngày 17 tháng 12 năm 1898 và trở thành Đặc sứ Pháp ở Guyane.
Ngày 9 tháng 3 năm 1907, Bonhoure sang Đông Dương với nhiệm vụ được bổ nhiệm là quan cai trị hạng nhất, và được cử làm Phó Thống đốc Nam Kỳ vào ngày 29 tháng 7 cùng năm, để rồi được phong làm Toàn quyền Đông Dương vào ngày 18 tháng 2 năm 1908.
Từ Hà Nội, ông thành lập các đạo quân Pháp (colonne) đi đàn áp nghĩa quân Đề Thám; đồng thời tìm cách trấn an nhân dân Hà Nội và cứu chữa cho lính Pháp sau vụ đầu độc bất thành của binh lính Việt năm 1908, ở Hà Nội (Bắc Kỳ). Ông còn là nhà côn trùng học, và ông đã có nhiều cống hiến với ngành này trong suốt cuộc đời mình.
Ngày 15 tháng 1 năm 1899 ông trở thành Hiệp sĩ Bắc Đẩu Bội tinh.
Louis Bonhoure tự sát ở Sài Gòn vào ngày 9 tháng 1 năm 1909.